# Morpho marinita
Morpho marinita är en fjärilsart som beskrevs av Butler 1872. Morpho marinita ingår i släktet Morpho och familjen praktfjärilar. Inga underarter finns listade i Catalogue of Life.